# Richtlinie (EU) 2014/95 (NFRD)
Mit der Richtlinie 2014/95/EU des Europäischen Parlaments und des Rates vom 22. Oktober 2014 zur Änderung der Richtlinie 2013/34/EU im Hinblick auf die Angabe nichtfinanzieller und die Diversität betreffender Informationen durch bestimmte große Unternehmen und Gruppen, verpflichtet die Europäische Union Unternehmen zur Veröffentlichung von Informationen zur Nachhaltigkeit ihrer Geschäftstätigkeit. Auch im deutschsprachigen Raum haben sich die englische Bezeichnung „Non-Financial Reporting Directive“ und deren Abkürzung NFRD etabliert, daneben die Bezeichnung CSR-Richtlinie.
Im Wesentlichen wird durch diese Richtlinie die Richtlinie 2013/34/EU (Bilanz-Richtlinie) erweitert, indem zwei neue Artikel eingefügt werden:
- Einfügung des Artikels 19a „Nichtfinanzielle Erklärung“
- Einfügung des Artikels 29a „Konsolidierte nichtfinanzielle Erklärung“

Das Gesetzgebungsverfahren begann am 16. April 2013 mit der Veröffentlichung des Entwurfs durch die Europäische Kommission und endete auf europäischer Ebene durch die Veröffentlichung der Richtlinie am 15. November 2014.
Am 24. Dezember 2014 wurde eine Berichtigung der deutschsprachigen Fassung veröffentlicht, um 6 Fehler zu korrigieren, die den Sprachjuristen der EU bei der Übersetzung des englischen Originaltextes unterlaufen waren.

## Nationale Umsetzung
Anschließend war der Rechtsakt in allen Mitgliedstaaten innerhalb von 18 Monaten also bis 6. Dezember 2016 in nationales Rechts umzusetzen. Dies hatte so zu erfolgen, dass die Anwendung der Richtlinie zum 1. Januar 2017 erfolgen konnte, was teilweise rückwirkend zu erfolgen hatte.
Die Details zur Umsetzung sind im EU-Rechtsportal EUR-Lex einsehbar.
In Deutschland erfolgte die Umsetzung durch das „Gesetz zur Stärkung der nichtfinanziellen Berichterstattung der Unternehmen in ihren Lage- und Konzernlageberichten (CSR-Richtlinie-Umsetzungsgesetz)“ vom 11.04.2017 [Amtliche Veröffentlichung: Bundesgesetzblatt Teil 1; ABl.-Nummer: 20; Datum der Veröffentlichung: 18.04.2017; Seiten: 00802-00814]
In Österreich erfolgte die Umsetzung durch das „Bundesgesetz, mit dem zur Verbesserung der Nachhaltigkeits- und Diversitätsberichterstattung das Unternehmensgesetzbuch, das Aktiengesetz und das GmbH-Gesetz geändert werden (Nachhaltigkeits- und Diversitätsverbesserungsgesetz, NaDiVeG)“ [Amtliche Veröffentlichung: Bundesgesetzblatt für die Republik Österreich ( BGBl. ); ABl.-Nummer: I Nr. 20/2017; Datum der Veröffentlichung: 17.01.2017]

## Aufbau und Inhalt der Richtlinie
Die NFRD hat den Charakter eines Artikelgesetzes, da sie im Wesentlichen eine andere Richtlinie erweitert:
- Artikel 1: Änderung der Richtlinie 2013/34/EU (Bilanz-Richtlinie)[5]
  - Einfügung des Artikel 19a „Nichtfinanzielle Erklärung“[6]
  - Einfügung des Artikel 29a „Konsolidierte nichtfinanzielle Erklärung“[7]
- Artikel 2: Orientierungshilfe für die Berichterstattung[8]
  - Originaltext:
    - Die Kommission verfasst unverbindliche Leitlinien zur Methode der Berichterstattung über nichtfinanzielle Informationen, einschließlich der wichtigsten allgemeinen und sektorspezifischen nichtfinanziellen Leistungsindikatoren, um eine relevante, zweckdienliche und vergleichbare Angabe nichtfinanzieller Informationen durch Unternehmen zu erleichtern. Dabei konsultiert die Kommission relevante Interessenträger.
    - Die Kommission veröffentlicht die Leitlinien bis zum 6. Dezember 2016.

  - Leitlinien für die Berichterstattung über nichtfinanzielle Informationen
    - Die Europäische Kommission hat am vom 05.07.2017 die Leitlinien[9] (20 Seiten) veröffentlicht: „Mitteilung der Kommission – Leitlinien für die Berichterstattung über nichtfinanzielle Informationen (Methode zur Berichterstattung über nichtfinanzielle Informationen)“
    - Wie bereits in der Richtlinie klargestellt, handelt es sich um unverbindliche Leitlinien, d. h. gemäß Einleitung „haben die Unternehmen die Möglichkeit, allgemein anerkannte, hochwertige Rahmenwerke für die Berichterstattung zugrunde zu legen, die den Vorgaben in Teilen oder vollständig entsprechen. Sie können internationale, EU-basierte oder nationale Rahmenwerke heranziehen, müssen in diesem Fall jedoch angeben, auf welches Rahmenwerk bzw. welche Rahmenwerke sie sich gestützt haben. Die Kommission ermutigt die Unternehmen, die ihnen durch die Richtlinie gewährte Flexibilität bei der Offenlegung ihrer nichtfinanziellen Informationen zu nutzen. Die Leitlinien sollen der Entwicklung innovativer Berichterstattungslösungen nicht im Wege stehen.“
- Artikel 3: Überprüfung[10]
- Artikel 4: Umsetzung[11]
- Artikel 5: Inkrafttreten[12]
- Artikel 6: Adressaten[13]

## Weitere Entwicklung
Die NFRD wird durch die Richtlinie (EU) 2022/2464 (CSRD) faktisch abgelöst werden. Durch die CSRD werden sowohl die Berichtspflichten als auch der Kreis der Unternehmen, die berichtspflichtig sein werden, erheblich ausgeweitet werden.